# 조나선 테텔먼
조나선 테텔먼 (1988년생)은 주세페 베르디의 라 트라비아타에서 알프레도 역, 쥘 마세네의 베르테르에서 주인공 역, 자코모 푸치니의 라 보엠에서 로돌포 역, 토스카에서 카바라도시 역, 마담 버터 플라이에서 핑커튼 역, 움베르토 조르다노의 페도라(오페라) 에서 로리스 이파노프 역 등으로 특히 유럽에서 국제적인 경력을 쌓은 미국의 오페라 테너이다.

## 경력
테텔만은 칠레 카스트로에서 태어났다. 그는 아기 때 미국으로 입양되어 뉴저지주 호프웰에서 자랐다.  뉴욕의 맨해튼 음악학교에서 바리톤으로 공부한 후 매니스 음악학교(Mannes School of Music)에서 테너로 전향하여 계속 공부하였다.
테텔먼은 코미셰 오페르 베를린, 영국 국립 오페라, 왕립 오페라 하우스에서 로돌포 역, 토리노의 테아트로 레지오, 릴 오페라, 바르셀로나의 리세우 대극장, 드레스덴의 셈페로퍼, 도이체 오페르 베를린에서 카바라도시 역으로 출연했고, 왕립 오페라 하우스에서 알프레도 역으로,   몽펠리에의 오페라 코메디에서 핑커튼 역, 몬테비데오의 테아트로 솔리스에서 베르테르 역으로 출연했다. 오페르 프랑크푸르트에서 베르디 리골레토의 공작 역으로 부른 후 2022년에 다시 초대되어 나디아 스테파노프와 함께 페도라의 주역인 로리스 이파노프 역을 맡았다. 〈프랑크푸르터 알게마이네 차이퉁〉에서는 그의 목소리를 "강렬하고 피할 수 없는 유쾌함, 따뜻하고 풍부하면서도 감탄스러울 정도로 우아하고 유연하다"고 묘사했다.  다른 비평가는 그 역할에 그가 "이상적"이라고 하였다.
테텔먼의 콘서트 레퍼토리에는 샌프란시스코 교향악단과 슈투트가르트 필하모닉의 연주로 불렀던 베토벤의 교향곡 9번, 베르디의 레퀴엠, 에드워드 엘가의 제론티우스의 꿈(The Dream of Gerontius)도 포함되어 있다.
2021년에는 도이체 그라모폰과 전속 아티스트 계약을 체결했다.